# Neerlandés antiguo
En lingüística, el neerlandés antiguo o bajofranconio antiguo (en neerlandés Oudnederlands) es el conjunto de dialectos franconios (es decir, dialectos que evolucionaron a partir del fráncico) hablados en la región de los Países Bajos durante la Alta Edad Media alrededor del siglo V al XII. El neerlandés antiguo está grabado principalmente en fragmentos de reliquias y las palabras han sido reconstruidas a partir de préstamos lingüísticos del neerlandés medio y del neerlandés antiguo en francés.
El neerlandés antiguo es considerado como la etapa primaria en el desarrollo de un idioma neerlandés separado. Sin embargo, como las fronteras modernas de los Países Bajos no reflejan ninguna delimitación especial del continuo dialectal del germánico occidental continental que existía durante el período del neerlandés antiguo, en el que aún no había lenguas estándares, algunos lingüistas prefieren evitar el término "neerlandés antiguo" totalmente y hablar únicamente de bajofranconio antiguo. Fue hablado por los descendientes de los francos salios que ocuparon lo que ahora es el sur de los Países Bajos, el norte de Bélgica, parte del norte de Francia y partes de las regiones alemanas del Bajo Rin. Evolucionó al neerlandés medio alrededor del siglo XII. Los habitantes de las provincias septentrionales de los Países Bajos, incluyendo Groninga, Frisia y la costa de Holanda Septentrional hablaban frisón antiguo y algunos en el oriente (Achterhoek, Overijssel y Drente) hablaban sajón antiguo.

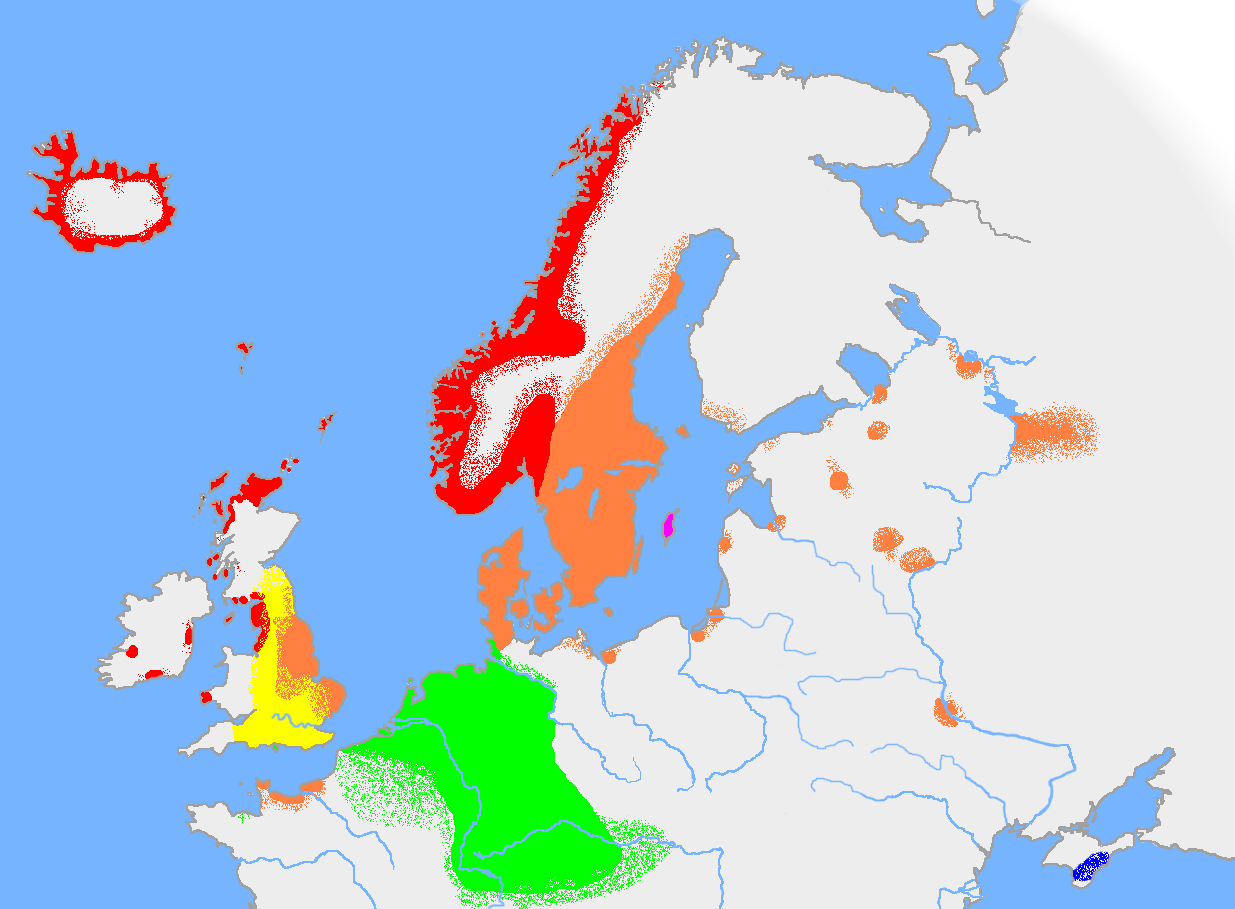
El alcance aproximado de las lenguas germánicas a principios del siglo X:
Nórdico occidental antiguo
Nórdico oriental antiguo
Gútnico antiguo
Inglés antiguo (germánico occidental)
Lenguas germánicas occidentales continentales (frisón antiguo, sajón antiguo, neerlandés antiguo, alto alemán antiguo).
Gótico de Crimea (germánico oriental)

## Fonología

### Desarrollos sonoros primitivos
Fonológicamente, el neerlandés antiguo se encuentra entre el sajón antiguo y el alto alemán antiguo, compartiendo algunas innovaciones con estos.
Características compartidas con el sajón antiguo
- Los diptongos del germánico antiguo ai y au se convirtieron en las vocales largas ē y ō. Ejemplos: hēm, slōt. Sin embargo, hay ejemplos que muestran que un diptongo ei permaneció intacto en algunos casos.
- Pérdida de la z protogermánica al final de palabras de una sola sílaba, por ejemplo: thi en comparación con thir/dir del alto alemán antiguo < PG *þiz (dativo del pronombre singular en segunda persona).

Características compartidas con el alto alemán antiguo
- La ō (/oː/) y ē (/eː/, de la ē2 del protogermánico) del germánico occidental se convirtieron en los diptongos uo y ie en sílabas tónicas. Fluot del neerlandés antiguo en comparación con flōd del sajón antiguo, hier del neerlandés antiguo en comparación con hēr del sajón antiguo.
- El sonido de la h en grupos consonánticos al inicio de una palabra desapareció alrededor del siglo IX mientras que en las lenguas septentrionales aún se conservaba. Los ejemplos incluyen: ringis del neerlandés antiguo ("anillo" en genitivo) y ring del alto alemán antiguo en comparación con hring del sajón e inglés antiguo o ros ("corcel") en comparación con hros del inglés antiguo ("caballo").
- La j se pierde cuando está después de dos consonantes, por ejemplo: -jan convirtiéndose en -en. Es más prominente en sustantivos y adjetivos de raíz ja- y jō- y en verbos de la primera clase débil.

Características no compartidas con el sajón antiguo y el alto alemán antiguo
- Ensordecimiento final. Esto se extendió posteriormente a los otros dialectos germánicos (así como a varias lenguas romances como el francés antiguo y el occitano antiguo).
- La h desaparece entremedio de vocales (compartido con las lenguas anglofrisonas), por ejemplo: thion del neerlandés antiguo y Old English þēon del inglés antiguo en comparación con dîhan del alto alemán antiguo o (ge)sian del neerlandés antiguo y sēon del inglés antiguo en comparación con sehan del alto alemán antiguo. (La h en sehen del alemán moderno /ˈzeː.ən/ se volvió muda sólo en las etapas posteriores del alemán.)
- La combinación de sonidos hs (/xs/) se convirtieron en una ss geminada. Por ejemplo: vusso del neerlandés antiguo en comparación con fohs del sajón antiguo y fuhs del alto alemán antiguo. (Este desarrollo fue compartido por los dialectos franconios centrales del alto alemán: compare Fuuss del luxemburgués. En lugar de esto, las lenguas anglofrisonas mutaron de hs a ks: compare fox del inglés antiguo y foks del frisón antiguo.)

### Consonantes
La siguiente tabla lista los fonemas consonánticos del neerlandés antiguo. Para las descripciones de los sonidos y las definiciones de los términos, siga los enlaces en los títulos.
|             |              |             | Labial | Dental/ Alveolar | Palatal | Velar | Glotal |
| ----------- | ------------ | ----------- | ------ | ---------------- | ------- | ----- | ------ |
| Nasal       | Nasal        | Nasal       | m      | n                |         |       |        |
| Oclusiva    | Oclusiva     | sorda       | p      | t                |         | k     |        |
| Oclusiva    | Oclusiva     | sonora      | b      | d                |         |       |        |
| Fricativa   | sibilante    | sorda       |        | s                |         |       |        |
| Fricativa   | no sibilante | sorda       | f      | θ                |         |       | h      |
| Fricativa   | no sibilante | sonora      | v      |                  |         | ɣ     |        |
| Aproximante | Aproximante  | Aproximante |        | l                | j       | w     |        |
| Rótica      | Rótica       | Rótica      |        | r                |         |       |        |